# Moss (banda)
Moss es una banda de rock holandesa. Fundada en Ámsterdam en 2003. En ese momento estaba formado por Marien Dorleijn, Bob Gibson, Jasper Verhulst y Finn Kruyning. En 2009, el guitarrista Michiel Stam se unió a la banda. A principios de 2013, el bajista Verhulst fue reemplazado por Koen van de Wardt, quien fue reemplazado dos años después por Daniel Rose. Gibson regresó en 2022, lo que convierte a Moss en un sexteto.

## Historia
En 1997, el cantautor Dorleijn, nacido en Middelburg, fundó la banda Nimbus. Después de ganar el Gran Premio de los Países Bajos como solista en 1999, Dorleijn tocó con la banda de rock alternativo Caesar del 2000 al 2002.  Dejó este grupo en diciembre de 2002, pero todavía tocó en su cuarto álbum, Caesar. En octubre de 2003, Nimbus se disolvió y se fundó Moss.
Moss utiliza un antiguo refugio antiaéreo en el Vondelpark como espacio de práctica. Este edificio también es utilizado por Hospital Bombers, zZz y Voicst, entre otros. En septiembre de 2006, el grupo firmó un contrato de grabación con Excelsior Recordings.
El álbum debut, llamado The Long Way Back, fue lanzado en 2007. La producción corrió a cargo de Frans Hagenaars . Dorleijn tardó tres años en escribir la música. En la canción «Winter in Finland», Moss contó con la asistencia de la cantante Julia P. La música de este álbum fue descrita en las críticas como música de guitarra artesanal.
Su segundo álbum, Never Be Scared/Don't Be a Hero, fue lanzado en 2009. Los miembros de la banda se inspiraron para escribir este álbum, entre otras cosas, en una actuación de la banda de rock estadounidense The Brian Jonestown Massacre y una estancia posterior en el condado inglés de Essex. La música de Never Be Scared... Se inclina más hacia el rock alternativo y los psicodélicos que su predecesor. El álbum se grabó en once días y, a diferencia de su álbum debut, no se utilizaron guitarras acústicas durante la grabación. El álbum fue grabado nuevamente con el productor Frans Hagenaars en Studio Sound Enterprise. La canción «I Apologise (Dear Simon)» fue lanzada como el primer sencillo de este álbum. Moss tocó esta canción durante un episodio del programa de televisión De Wereld Draait Door el 11 de noviembre de 2009y se convirtió en la canción principal de la película Jongens (2014) de Mischa Kamp.
Después del lanzamiento del segundo álbum, Moss realizó una gira por los Países Bajos durante siete meses. Dorleijn dijo en una entrevista con 3VOOR12 en junio de 2010 que había comenzado a escribir música para un tercer álbum. Este nuevo álbum se llamaría Ornaments y su lanzamiento se realizó el 30 de enero de 2012. El primer sencillo de este álbum se titula «What you want» y se escuchó por primera vez en la radio 3VOOR12 el 2 de enero de 2012.
Moss tocó en Lowlands en 2010 y 2012 y en 2012 como telonero en el escenario principal de Pinkpop.

## Integrantes
Formación actual
- Marien Dorleijn - voz, guitarra
- Finn Kruyning - batería
- Michiel Stam - guitarra
- Daniel Rose - bajo
- Jelte Heringa - teclado

Exintegrantes
- Bob Gibson - guitarra, teclados, coros, 2003-2011
- Jasper Verhulst - bajo, pandereta, coros, 2003-2013 [16]
- Koen Van De Wardt - bajo, 2013-2015